# Kahnūj Sādāt
Kahnūj Sādāt (persiska: Kahnūj, كهنوج سادات) är en ort i Iran.   Den ligger i provinsen Kerman, i den sydöstra delen av landet, 900 km sydost om huvudstaden Teheran. Kahnūj Sādāt ligger 2 650 meter över havet och antalet invånare är 421.
Terrängen runt Kahnūj Sādāt är lite bergig.Runt Kahnūj Sādāt är det glesbefolkat, med 17 invånare per kvadratkilometer. Närmaste större samhälle är Darb-e Behesht, 12,0 km öster om Kahnūj Sādāt. Omgivningarna runt Kahnūj Sādāt är i huvudsak ett öppet busklandskap.